# Japón en los Juegos Olímpicos de Calgary 1988
Japón estuvo representado en los Juegos Olímpicos de Calgary 1988 por un total de 48 deportistas que compitieron en 9 deportes.  
La portadora de la bandera en la ceremonia de apertura fue la patinadora de velocidad Seiko Hashimoto.

## Medallistas
El equipo olímpico japonés obtuvo las siguientes medallas:
| Nombre        | Deporte               | Competición |
| ------------- | --------------------- | ----------- |
| Oro           |                       |             |
| —             |                       |             |
| Plata         |                       |             |
| —             |                       |             |
| Bronce        |                       |             |
| Akira Kuroiwa | Patinaje de velocidad | 500 m M     |